# Дестіні вмикає радіо
«Дестіні вмикає радіо» (англ. Destiny Turns on the Radio) — американський фантастичний кримінальний фільм 1995 року за участю Ділана Макдермотта, Ненсі Тревіс, Джеймса Белуші та Квентіна Тарантіно.

## Сюжет
Після трьох років ув'язнення через пограбування банку Джуліан Ґоддард тікає з в'язниці і прямує до Лас-Вегасу, де планує забрати у партнера свою частку викраденого і, знайшовши свою дівчину Люсіль, втекти з нею за кордон. Виявляється, і з першим, і з другим пунктами плану є труднощі, і замішана в цьому якась містична сила…

## У ролях
| Актор              | Роль            |
| ------------------ | --------------- |
| Ділан Макдермотт   | Джуліан Ґоддард |
| Ненсі Тревіс       | Люсіль          |
| Джеймс Белуші      | Туерто          |
| Квентін Тарантіно  | Джонні Дестіні  |
| Джеймс Легрос      | Гаррі Торо      |
| Трейсі Волтер      | Паппі           |
| Баррі Шабака Генлі | Дравек          |
| Річард Едсон       | Гейг            |
| Девід Кросс        | Ральф Делапоза  |
| Бобкет Голдтвейт   | містер Сміт     |
| Ліза Джейн Перскі  | Кетрін          |
| Джанет Керролл     | Ескабель        |
| Аллен Гарфілд      | Вінні Відівічі  |

## Критика
Критики визнали фільм невдалим, особливо враховуючи присутність режисера «Кримінального чтива» Квентіна Тарантіно як одного з партнерів у фільмі. На Rotten Tomatoes фільм отримав оцінку 16% на основі 19 відгуків від критиків і 21% від більш ніж 500 глядачів.